# Haus Schirpenbruch
Haus Schirpenbruch, auch Haus Schirpenbroich genannt, ist ein ehemaliges Rittergut in der bergischen Großstadt Solingen.

## Lage
Das Rittergut befindet sich im Süden von Solingen innerhalb des Stadtbezirks Burg/Höhscheid. Es befindet sich im Tal des Nacker Bachs auf halber Strecke zwischen den beiden Orten Brücke und Haasenmühle vor der Stadtgrenze zu Leichlingen. Das mehrere Gebäude umfassende Ensemble liegt östlich der Leichlinger Straße, die als Kreisstraße 1 klassifiziert ist, und dort entlang einer nach dem Haus Schirpenbruch benannten Seitenstraße.

## Geschichte
Um das Jahr 1300 erhielten die Herren von Schirp im unteren Nacker Bachtal ein Lehen von den Grafen von Berg. Sie legten zunächst einen Bauernhof am Berg an, den Schirpenberg. In der zweiten Hälfte des 14. Jahrhunderts besiedelten sie Schirpenbruch. Erst wurde dort eine Mühle (Fruchtmühle) errichtet, dann folgte ein Herrenhaus. Schirpenbruch erhielt vor 1435 die Anerkennung als Rittersitz und wurde von landesherrlichen Abgaben befreit.  Im Jahre 1457 wurde das Rittergut erstmals urkundlich als Schirpen Broich erwähnt, es wurde in den Ortsregistern der Honschaft Höhscheid geführt.:1f. Ab 1457 kam es zu mehreren Besitzerwechseln, ehe 1479 Caspar von Pertzdorf mit Haus Schirpenbruch belehnt wurde, der damalige Amtmann von Solingen. Dieser hatte zuvor bereits das in Ohligs gelegene Schloss Caspersbroich zum Rittersitz ausgebaut.
Caspar von Pertzdorf baute Haus Schirpenbruch im 15. Jahrhundert in den heutigen Dimensionen aus und übertrug es seiner Tochter Steingen (Christine) als Mitgift für die Ehe mit dem Ritter Gerhard von Overheid. Die Familie von Overheid blieb bis zum Jahre 1678 in Besitz des Hauses. Die letzten Angehörigen der Familie belehnten schließlich 1678 den Amtmann von Mettmann, Johann Friedrich von Metternich, mit dem Anwesen. Unter von Metternich wurde 1690 der sogenannte Schirpenbrucher Vergleich geschlossen, der Fragen der Handwerksordnung klärte.
Durch Erbteilung gelangte Haus Schirpenbruch 1698 in die Hände derer von Wanghes. Durch Heirat einer der Töchter gelangte es in den Besitz des Freiherrn von Spee zu Heltorf. Diese Familie behielt Haus Schirpenbruch bis 1840, bewohnte es aber nicht selbst, sondern verpachtete das Haus sowie die Mühle. Im Jahr 1840 erwarb der Bürgerliche Johann Abraham Henckels das Anwesen; die Familie Henckels hatte 1731 die Marke Zwilling begründet, die später zur größte Schneidwarenfabrik in Solingen wurde. 1849 gehörte zu Haus Schirpenbruch 52 Morgen Land und Wiesen.:4 Nacheinander ging Haus Schirpenbruch in den Besitz verschiedener weiterer bürgerlicher Familien über. Im Jahre 1922 war die Stadt Höhscheid Besitzerin des einstigen Ritterguts. Später ging das Anwesen wieder in Privatbesitz über, wo es sich bis heute befindet.

## Denkmalschutz
Haus Schirpenbruch wurde mit Wappenstein, Bruchsteinmauerwerk und Graben am 13. Dezember 1999 unter der laufenden Nummer 1003 in die Denkmalliste der Stadt Solingen eingetragen.